# Província de Bari
La província de Bari  és una antiga província de la regió de la Pulla a Itàlia. L'1 de gener de 2015 va ser reemplaçada per la Ciutat metropolitana de Bari.
Limitava al nord-est amb el mar Adriàtic, a l'oest amb la Basilicata, al nord amb la província de Barletta-Andria-Trani i al sud amb les províncies de Brindisi i Tàrent.